# Гелена Гассон
Гелена Гассон (англ. Helena Gasson, 8 грудня 1994) — новозеландська плавчиня.
Учасниця Олімпійських Ігор 2016 року.